# 渡島沼尻車站

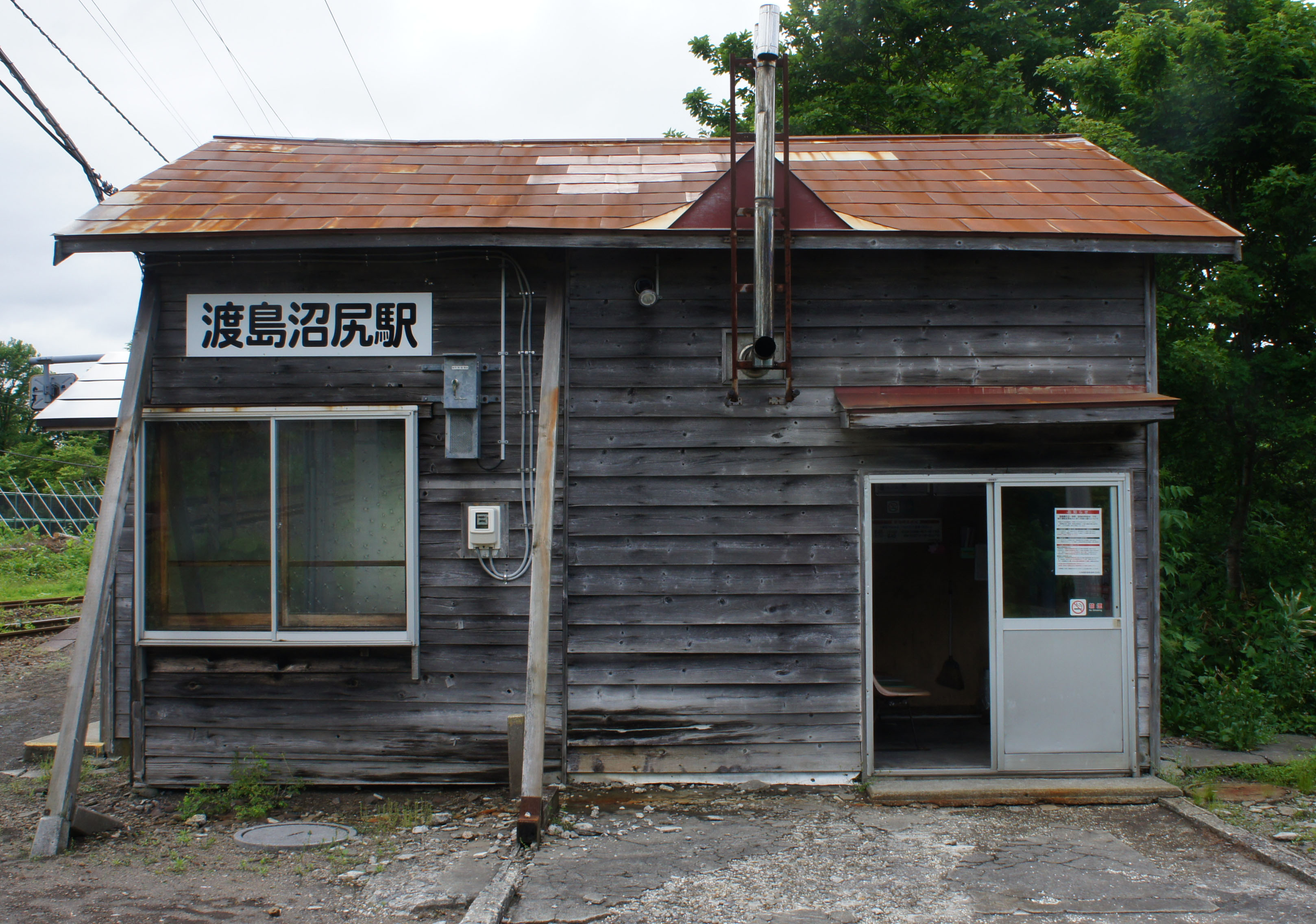
未拆去的舊站房，當時已經為餘下部份 (2018年6月)

渡島沼尻車站（日语：／ Oshima-numajiri eki */?）是由北海道旅客鐵道（JR北海道）所經營的鐵路車站，位於日本北海道茅部郡森町，是JR北海道函館本線（砂原支線）沿線的一個無人車站，屬於函館支社的管轄範圍，最初由大沼站負責管理。但隨大沼站也降為無人站後，本站改由七飯站管理（晚上則為森站負責）。

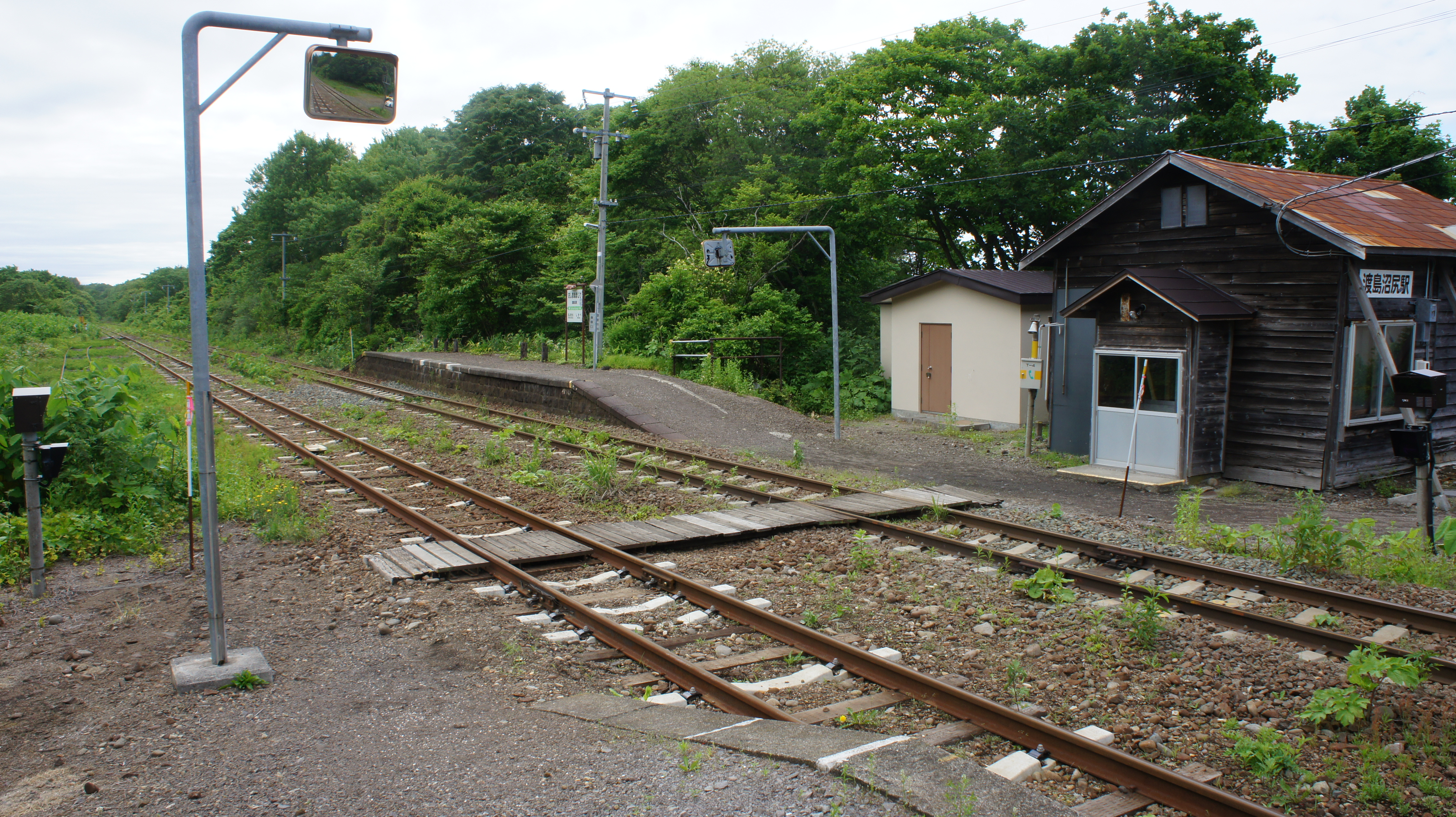
月台與平交道(2018年6月)

## 簡介
本站設有相對式月台一對兩條乘車線，兩月台間是以跨越站內的人行平交道連結。由於渡島沼尻是個從信號場升級的小車站，因此車站周遭人煙稀少，實際利用率也極低。日本放送協會旗下衛星頻道NHK BS1所播放的鐵路車站介紹節目《日本木造站房之旅》（にっぽん木造駅舎の旅）曾收錄渡島沼尻的介紹片段。

## 歴史

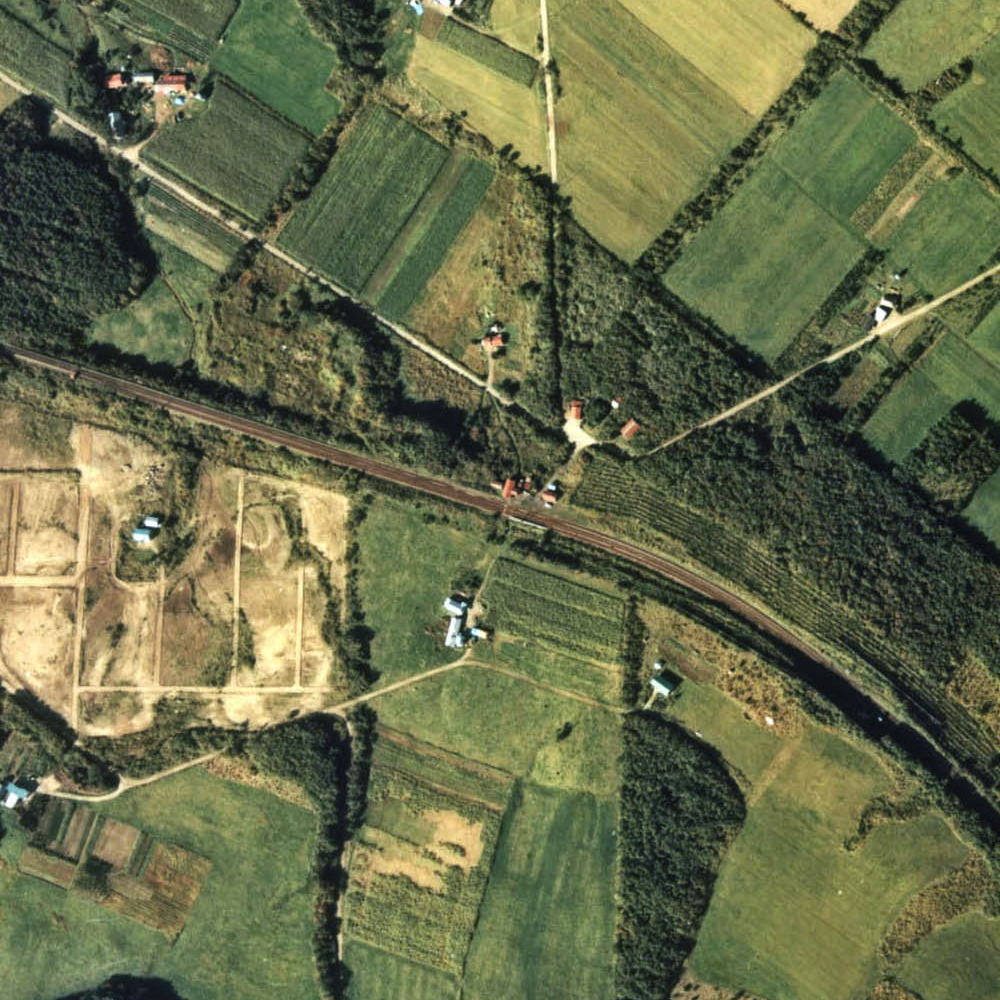
1976年的渡島沼尻信號場（臨時乘車站）與周圍約750m範圍。右側為鹿部、大沼方面。

- 1945年6月1日：隨國有鐵道函館本線（砂原線）大沼～渡島砂原間開通，渡島沼尻信號場（おしまぬまじりしんごうじょう）開設[1][2]。以臨時車站形式讓旅客使用。
- 1987年4月1日：國鐵分割民營化、由北海道旅客鉄道（JR北海道）承繼。同時昇格為一般車站[3]。
- 時間不詳：完全無人化[4]。
- 1991年12月24日：站房改裝，約半分被拆去[5]。
- 2007年10月1日：導入車站編號[6]。
- 2021年11月30日：餘下站房封閉，禁止進入。
- 2022年：

- 11月28日：站房開始清拆。
- 12月5日：清拆完成。

## 相鄰車站
北海道旅客鐵道（JR北海道）
■函館本線（砂原支線）
鹿部（N68）－渡島沼尻（N67）－渡島砂原（N66）

## 外部連結
- JR北海道渡島沼尻站 （页面存档备份，存于）
- NHK日本木造車站之旅 — 渡島沼尻站介紹（页面存档备份，存于）（NHK影像地圖「道知」／新日本風土記）（日語）